# КАСКР
КАСКР-1 «Красный инженер» и КАСКР-2 (сокр. КАСКР — Камов-Скржинский) — советские автожиры, разработанные Н. И. Камовым и Н. К. Скржинским. КАСКР-1 появился осенью 1929 года, а КАСКР-2 являлся доработанной и восстановленной моделью 1930 года.
Внешне КАСКР-1 имел сходство с автожиром Cierva C.8L Mk.III, имел фюзеляж самолёта У-1 с хвостовым оперением и двигатель М-2 в 120 л. с.
КАСКР-2 имел двигатель с увеличенной до 225 л. с. мощностью.
Дальнейшее развитие темы автожиров в СССР воплотилось в моделях ЦАГИ 2-ЭА и ЦАГИ А-4.